# Montagny (Roine)
Montagny és un municipi francès situat al departament del Roine i a la regió d'Alvèrnia-Roine-Alps. L'any 2007 tenia 2.460 habitants.

## Demografia

### Població
El 2007 la població de fet de Montagny era de 2.460 persones. Hi havia 895 famílies de les quals 145 eren unipersonals (59 homes vivint sols i 86 dones vivint soles), 316 parelles sense fills, 408 parelles amb fills i 26 famílies monoparentals amb fills.
La població ha evolucionat segons el següent gràfic:
Habitants censats

### Habitatges
El 2007 hi havia 948 habitatges, 919 eren l'habitatge principal de la família, 16 eren segones residències i 13 estaven desocupats. 872 eren cases i 73 eren apartaments. Dels 919 habitatges principals, 772 estaven ocupats pels seus propietaris, 122 estaven llogats i ocupats pels llogaters i 25 estaven cedits a títol gratuït; 22 tenien dues cambres, 82 en tenien tres, 299 en tenien quatre i 515 en tenien cinc o més. 780 habitatges disposaven pel capbaix d'una plaça de pàrquing. A 294 habitatges hi havia un automòbil i a 574 n'hi havia dos o més.

### Piràmide de població
La piràmide de població per edats i sexe el 2009 era:
| Homes | Edats   | Dones |
| ----- | ------- | ----- |
| 0     | 95 o +  | 0     |
| 8     | 90 a 94 | 0     |
| 8     | 85 a 89 | 12    |
| 8     | 80 a 84 | 12    |
| 20    | 75 a 79 | 16    |
| 28    | 70 a 74 | 44    |
| 32    | 65 a 69 | 28    |
| 60    | 60 a 64 | 44    |
| 124   | 55 a 59 | 120   |
| 108   | 50 a 54 | 124   |
| 96    | 45 a 49 | 92    |
| 108   | 40 a 44 | 92    |
| 60    | 35 a 39 | 68    |
| 44    | 30 a 34 | 96    |
| 56    | 25 a 29 | 56    |
| 68    | 20 a 24 | 88    |
| 120   | 15 a 19 | 72    |
| 68    | 10 a 14 | 80    |
| 72    | 5 a 9   | 80    |
| 76    | 0 a 4   | 24    |

## Economia
El 2007 la població en edat de treballar era de 1.757 persones, 1.185 eren actives i 572 eren inactives. De les 1.185 persones actives 1.085 estaven ocupades (596 homes i 489 dones) i 101 estaven aturades (42 homes i 59 dones). De les 572 persones inactives 222 estaven jubilades, 182 estaven estudiant i 168 estaven classificades com a «altres inactius».

### Ingressos
El 2009 a Montagny hi havia 930 unitats fiscals que integraven 2.522,5 persones, la mediana anual d'ingressos fiscals per persona era de 23.484 €.

### Activitats econòmiques
Dels 143 establiments que hi havia el 2007, 3 eren d'empreses extractives, 4 d'empreses alimentàries, 4 d'empreses de fabricació de material elèctric, 14 d'empreses de fabricació d'altres productes industrials, 36 d'empreses de construcció, 30 d'empreses de comerç i reparació d'automòbils, 8 d'empreses de transport, 4 d'empreses d'hostatgeria i restauració, 2 d'empreses d'informació i comunicació, 9 d'empreses financeres, 4 d'empreses immobiliàries, 16 d'empreses de serveis, 8 d'entitats de l'administració pública i 1 d'una empresa classificada com a «altres activitats de serveis».
Dels 38 establiments de servei als particulars que hi havia el 2009, 1 era una oficina de correu, 3 tallers de reparació d'automòbils i de material agrícola, 6 paletes, 7 guixaires pintors, 5 fusteries, 9 lampisteries, 4 electricistes, 1 perruqueria, 1 restaurant i 1 agència immobiliària.
Dels 10 establiments comercials que hi havia el 2009, 1 era una gran superfície de material de bricolatge, 1 una botiga de menys de 120 m², 2 fleques, 2 botigues de roba, 1 una botiga d'equipament de la llar, 2 botigues de mobles i 1 una botiga de material esportiu.
L'any 2000 a Montagny hi havia 13 explotacions agrícoles.

## Equipaments sanitaris i escolars
L'únic equipament sanitari que hi havia el 2009 era una farmàcia.
El 2009 hi havia 2 escoles elementals.

## Poblacions més properes
El següent diagrama mostra les poblacions més properes.